# Diodella apiculata
Diodella apiculata là một loài thực vật có hoa trong họ Thiến thảo. Loài này được (Willd. ex Roem. & Schult.) Delprete mô tả khoa học đầu tiên năm 2004.